# Coahuila
Coahuila, tên cũ Coahuila de Zaragoza (phát âm tiếng Tây Ban Nha [koaˈwila ðe saɾaˈɣosa]) là một trong 31 bang, cùng với Quận liên bang, là 32 thực thể Liên bang của México.
Coahuila giáp với bang Nuevo León về phía đông, Zacatecas và San Luis Potosí về phía nam, Durango và Chihuahua về phía tây. Về phía bắc, Coahuila chiếm 512 km (318 mi) chiều dài đường biên giới giữa Mỹ và Mexico, tiếp giáp với tiểu bang Hoa Kỳ Texas, dọc theo dòng của con sông Rio Grande (Río Bravo del Norte). Với diện tích 151.563 km vuông (58,518.8 sq mi), nó là tiểu bang lớn thứ ba của Mexico. Bang này có 38 hạt (municipios). Trong năm 2010, Coahuila có dân số là 2.655.187 người.
Thủ phủ của Coahuila là Saltillo, thành phố lớn nhất là Torreón. Coahuila cũng bao gồm các thành phố Monclova (vốn là thủ phủ trước đây), Piedras Negras, và Ciudad Acuña.

## Liên kết
- (tiếng Tây Ban Nha) Coahuila State Government
- (tiếng Anh) Coahuila State Government